# Вирджински опосум
Вирджински опосум (Didelphis virginiana) e вид опосум от семейство Didelphidae. Той е единственият торбест бозайник, разпространен в Северна Америка на север от река Рио Гранде. Предците му са дошли от Южна Америка преди около 3 милиона години след свързването на двата континента посредством Панамския провлак.

## Разпространение и местообитание
Видът е разпространен в Централна и Северна Америка на изток от Скалистите планини от Коста Рика до южните части на канадската провинция Онтарио. През 1910 г. е привнесен в Калифорния и се разпространява по дълга ивица покрай тихоокеанското крайбрежие. Днес той продължава да разширява своя ареал на разпространение в северна посока.
Подобно на миещите мечки, вирджинските опосуми са обичайно широко разпространени животни в Северна Америка. Те често могат да бъдат открити в градска среда. Близо до хората те лесно намират и консумират храни за домашни любимци, гнили плодове и различни хранителни остатъци, изхвърлени от хората. Въпреки че много хора погрешно смятат опосумите за плъхове и начинът им на хранене да наподобява на техния, торбестите по-рядко предават болести на хората. Интересен факт е, че те са учудващо устойчиви на бяс. Това се дължи на по-ниската им телесна температура в сравнение с тази на плацентните бозайници. Една от основните причини за смъртността сред представителите на вида са автомобилите, които ги прегазват по пътищата. Друга опасност за вирджинския опосум са хищните домашни животни. В югоизточните щати на САЩ вирджинският опосум и днес продължава да е обект на традиционен лов заради вкусното месо и кожата.

## Етимология на името
Името на рода „опосум“ произлиза от думата wapathemwa. Тя произлиза от един от алгонкинските езици и буквално означава „бяло животно“. Така са наричани вирджинските опосуми, но днес това име описва всички торбести видове от род Didelphimorphia. Научното наименование Didelphis произлиза от гръцки: di (две) и delphys (матка, утроба), virginiana означава „от Вирджиния“. Именно в този щат е открит и описан за науката видът.

## Подвидове
Известни са 4 подвида на вирджинския опосум:
- Didelphis virginiana virginiana (Kerr, 1792),
- Didelphis virginiana pigra (Bangs, 1898) – разпространен е във Флорида, Джорджия, Алабама, Мисисипи, Луизиана, Тексас),
- Didelphis virginiana californica (Bennett, 1833) – разпространен е в Мексико и Централна Америка. Представители на този подвид са привнесени по тихоокеанскато крайбрежие на САЩ,
- Didelphis virginiana yacatanensis (Allen, 1901) – разпространен е в Юкатан[3].

## Описание
Вирджинският опосум е торбест бозайник с размери на тялото приблизително тези на домашна котка. Тялото му е сравнително набито и тежко с дължина 35 - 94 cm, дължина на опашката 21,6 - 47 cm. Мъжките екземпляри са по-едри и тежки от женските и са с тегло 0,8 - 6,4 kg, докато женските са с тегло 0,3 - 3,7 kg. Муцуната е удължена и остра и снабдена с дълги мустаци. Ушите са сравнително къси, голи, черни със светли върхове. Краката са сравнително къси с по пет пръста. Палецът на задния крайник е лишен от нокът и се противопоставя на останалите пръсти. Опашката е дълга, хватателна и почти лишена от космена покривка. Кожната торба за малките е отворена назад. Млечните зърна при самките са средно 13 на брой, но могат да варират от 9 до 17.
Цветът на космената покривка е в общи линии сиво-кафяв, като преобладават регионални вариации. Срещат се и екземпляри с меланизъм. Козината на муцуната е бяла. Космената покривка е сравнително дълга, а подкосъмът е къс и мек. При по-северните популации подкосъмът е по-гъст, бял с черен връх. Грубата космена покривка е сива на цвят. Козината при по-южните популации е по-тъмна.
Черепът е примитивен, с неголяма мозъчна кутия. Зъбите са 50 на брой, зъбната формула е {\displaystyle I{5 \over 4}C{1 \over 1}P{3 \over 3}M{4 \over 4}}. Броят на прешлените е, както следва: 7 шийни, 13 гръдни, 6 поясни и 26-29 опашни.
Нормалната телесна температура е 35-35,5 °C, пулсът е около 200 удара в минута. Нивото на обмяната на веществата при вирджинския опосум е сред най-ниските от представителите на бозайниците.

## Начин на живот
Вирджинските опосуми обитават различни местообитания. Те варират от сравнително сухи до крайморски местности. Обикновено обитават влажни райони около реки, блата и други водоеми. Много лесно се адаптират към присъствието на хората. Крият се в дупки в земята и по дърветата. В населените места се възползват от подземните шахти, в които е прокарана комуникационната инфраструктура на селището. Те не копаят дупки, а заемат изоставени такива.. Представителите на вида са териториални животни. Заемат дадена територия не повече от 6 месеца след което се местят на нова. При изследванията е установено, че имат предимно удължена форма на ареала, следвайки теченията на ручеите и реките. Заеманата площ варира от 0,12 до 23,47 ha.
Опосумите водят единичен начин на живот. Социалните връзки са развити слабо с изключение на периода на размножаване. Възрастните индивиди показват враждебно поведение един към друг. Държани в неволя, самците често се бият и в крайна сметка по-слабият загива.
В сравнение с други видове опосуми вирджинските са доста бавни и тромави. Развиват скорост до 7,4 km/h. При сериозна заплаха могат да се преструват на мъртви или точно обратно — да демонстрират агресивно поведение. Силно уплашен, опосумът изпада в каталепсия, която може да продължи от няколко минути до 2-6 часа. Опосумите лежат с леко отворени очи и уста, отпуснати мускули, а околоаналните жлези отделят зловонен зеленикав секрет. Чувствителността им се снижава, а реакцията им към силни звуци е слаба.
Вирджинските опосуми са предимно нощни животни, като основният връх на активност е през времето от 23 до 2 часа.. През късната есен и зимата активността им се снижава, но въпреки това не изпадат в зимен сън.

## Хранене
Вирджинският опосум е всеядно животно. Голяма част от менюто му е съставена от насекоми и други безгръбначни, мърша. Хранят се и с растителна храна като зърнени култури, плодове, гъби. В населените места намира изхвърлени от хората остатъци от храна. В плен и отглеждани при лоши условия вирджинските опосуми стигат до канибализъм, като нападат ранени или отслабнали екземпляри.

## Размножаване
Периодът на размножаване на вирджинските опосуми е дълъг и продължава от януари-февруари до юни-юли. След чифтосване женската става агресивна и пропъжда мъжкия. Оплождането се извършва във фалопиевите тръби на двете матки. След около 24 часа оплодените яйцеклетки попадат в матката. Не се образува плацента, а ембрионът се залавя от стените на матката. Бременността продължава 12 - 13 дена. Раждат се от 5 до 23 малки, които се придвижват до млечните зърна в торбата. Обикновено се залавят 13, но една част от тях не оцеляват. Така от едно котило се отглеждат 7 - 9 малки. В северните части на ареала опосумите раждат по един път годишно, а в южните – по два, рядко три пъти.
Новородените са изключително недоразвити с тегло едва 0,16 g и дължина 14 mm. Придвижват се до марсупиума и засукват. Зърното изцяло изпълва устата на малкото. Тук те остават закрепени за 50 - 65 дни. За тези два месеца при малките израства козина и се отварят очите. Излизат от торбата и се залавят за опашката на своята майка.
На 95-105 ден малките стават напълно самостоятелни и връзката с майката бива прекъсната. Младите самки достигат полова зрялост на 9-месечна възраст. В природата рядко живеят повече от един репродуктивен цикъл. Като цяло вирджинските опосуми живеят едва около 18 месеца, докато в плен живеят повече от 7 години. Смъртността в първата година на живота им е висока. Техни естествени врагове са лисици, рисове, койоти, едри сови и други хищни птици. Малките могат да станат плячка и на змии.